# Petralia Soprana
Petralia Soprana (A Suprana in siciliano) è un comune italiano di 2 865 abitanti della città metropolitana di Palermo in Sicilia.
Fa parte del parco delle Madonie ed è il più alto comune delle Madonie e tra i più alti di Sicilia.
La cittadina è inclusa nel circuito dei borghi più belli d'Italia ed è stata proclamata "Borgo dei borghi 2018".

## Geografia fisica

### Territorio
L'abitato è collocato sul versante meridionale della catena montuosa delle Madonie. Il territorio è percorso dal fiume Salso ed è compreso tra un'altitudine di 1.657 metri (pizzo Corvo) e 600 metri, ed è ricoperto da boschi, macchia mediterranea, pascoli, terreni seminativi e colture arboree.

## Storia

### Età antica
È generalmente identificata come Petra, la città sicana.
Diodoro Siculo riporta che nel 254 a.C., durante la prima guerra punica, dopo la conquista di Palermo consegnarono la cittadina ai consoli Aulo Attilio e Gneo Cornelio, passando sotto la dominazione romana.
Petra, una delle principali fornitrici di grano di Roma, venne inserita tra le civitates decumanae, cioè tra le città sottoposte al tributo annuo della decima in natura.

### Età medievale
Nel IX secolo, durante il regno degli Aghlabidi venne rinominata Batraliah (ossia "Petra alta" in lingua araba). Dopo la conquista da parte dei Normanni di Ruggero, conte di Altavilla, avvenuta nel 1062, la cittadina venne fortificata, ed assunse l'aspetto che conserva quasi inalterato ancora oggi, con il castello, le torri ed i bastioni, e "latinizzata", con l'edificazione di diverse chiese. Ruggero l'assegnò al nipote Serlone.
In un documento del 1258 appaiono per la prima volta distinte Petra "inferior" (Petralia Sottana) e Petra "superior" (Petralia Soprana) divise in due distinte "Università", ciò nonostante questo si riferisce ad una suddivisione politica e non alla fondazione di Petralia Sottana che avenne assai prima. Ad oggi è difficile stabilire quale dei due paesi sia stato il primo ad essere fondato non avendo fonti certe in entrambi i casi ed essendo il territorio popolato fin dall'era preistorica.
Nel 1258 le due Petralie entrano a far parte a fare parte del patrimonio dei conti Ventimiglia di Geraci Siculo, per passare poi alla contea di Collesano, del patrimonio dei Centelles, dei Cardona, dei Moncada e degli Àlvarez della Casa di Toledo, fino all'abolizione della feudalità nel 1817.

### Simboli
Lo stemma comunale e il gonfalone sono stati concessi con decreto del presidente della Repubblica del 29 luglio 1993.
Stemma
(Art. 3 c. 2 dello Statuto comunale)
Lo stemma civico rappresenta due figure simbolo del comune. Da una parte è raffigurato un castello che ci ricorda l'esistenza di due castelli di cui uno è un rudere mentre l'altro è stato trasformato in chiesa. Nell'altra sezione dello stemma è raffigurato una pianta di cardo delle Madonie sradicato.
Gonfalone
(Art. 3 cc. 3 e 4 dello Statuto comunale)

## Monumenti e luoghi d'interesse

### Architetture religiose
- Chiesa dei Santi Apostoli Pietro e Paolo (chiesa madre), affacciata sul piazza del Duomo, ricostruita nel XIV secolo per volere della famiglia Ventimiglia, con pianta a croce latina e con tre navate. Presenta in facciata due campanili, uno quattrocentesco e l'altro settecentesco, collegati da un portico di 18 colonne realizzate dai fratelli Librizzi di Petralia Sottana. Nel campanile settecentesco, (completato solo nel dopoguerra) nel 1998 è stata inserita una campana di 18 quintali ("campana dell'Unione"). All'interno si conservano tele seicentesche tra cui la Deposizione attribuita a Jusepe de Ribera[12] detto lo Spagnoletto, le statue dei santi patroni (gli apostoli Pietro e Paolo) e il primo Crocifisso attribuito a frate Umile da Petralia.
- Chiesa di Santa Maria di Loreto, antica fortezza araba trasformata in chiesa dai carmelitani scalzi e rifatta nel 1750 con pianta a croce greca e facciata tardo barocca e due campanili con cuspide maiolicata. L'interno presenta degli stucchi del Serpotta, le preziose statue dei Santi Cosma e Damiano, la cinquecentesca statua policroma di San sebastiano e il polittico di scuola Gaginiana, opera rinascimentale con al centro la delicatissima statua della Madonna di Loreto. La chiesa con la sua imponente mole, con tre absidi e le cuspidi colorate, sovrasta il territorio circostante ed è visibile da chilometri di distanza.
- Chiesa del Santissimo Salvatore ha pianta ellittica con otto pilastri che sorreggono la cupola. sull'altare maggiore la seicentesca statua di Cristo Salvatore. opera del petralese Giovan Pietro Ragona. Nelle nicchie laterali sono presenti opere di scultura policroma ed al centro un grande lampadario, dono dagli emigrati sopranesi in America devoti a San Giuseppe.
- Chiesa di Santa Maria di Gesù e convento dell'Ordine dei frati minori riformati costruito alle porte del paese nel 1611. Di notevole rilievo artistico sono i bassorilievi della facciata.
- Chiesa di San Teodoro martire, edificata in età normanna. Gli interni, come in diverse chiese del paese, vennero rifatti in stile tardo barocco nel XVIII secolo.

### Architetture civili
- Palazzo municipale, già convento dei frati carmelitani scalzi, ristrutturato alla fine del XIX secolo con un nuovo prospetto neogotico e merli medievali. Conserva gli scaffali decorati in pirografia del Convento dei Frati Minori riformati.
- Museo Civico Gaetano Messineo, sito nella parte del palazzo municipale in passato adibita a carcere mandamentale. Accoglie una ricca collezione di testimonianze della vita nei feudi delle Madonie sino al secolo scorso. La sezione archeologica racchiude reperti provenienti dalla villa romana di S. Marina.
- Palazzo Pottino, appartenuto alla famiglia baronale che ebbe in possesso il paese, conserva affreschi con motivi paesaggistici locali.
- Villa Sgadari, fuori dal centro urbano e con proprio parco, restaurata nel 2010.
- Piazza del popolo: è la piazza principale della città, al centro ospita un monumento in bronzo di Antonio Ugo, dedicato ai caduti di tutte le guerre.

### Altre strutture d'interesse
- Resti di un acquedotto seicentesco ben visibili lungo la strada in contrada Cerasella.
- Miniera di salgemma[13], nelle vicinanze della frazione di Raffo; è tra le più grandi miniere di salgemma d'Europa e sede del MAACS, un museo di sculture di salgemma dentro la miniera.
- Sito archeologico di Villa S. Marina[14], nella frazione Pellizzara, una villa romana di età imperiale probabilmente centro di attività agricole e commerciali legate alla "via del sale".

## Clima
| Petralia Soprana    | Mesi | Mesi | Mesi | Mesi | Mesi | Mesi | Mesi | Mesi | Mesi | Mesi | Mesi | Mesi | Stagioni | Stagioni | Stagioni | Stagioni | Anno |
| Petralia Soprana    | Gen  | Feb  | Mar  | Apr  | Mag  | Giu  | Lug  | Ago  | Set  | Ott  | Nov  | Dic  | Inv      | Pri      | Est      | Aut      | Anno |
| ------------------- | ---- | ---- | ---- | ---- | ---- | ---- | ---- | ---- | ---- | ---- | ---- | ---- | -------- | -------- | -------- | -------- | ---- |
| T. max. media (°C)  | 5,7  | 6,4  | 8,2  | 11,3 | 17,0 | 22,2 | 25,3 | 25,4 | 21,1 | 15,4 | 11,1 | 7,3  | 6,5      | 12,2     | 24,3     | 15,9     | 14,7 |
| T. min. media (°C)  | 1,8  | 1,6  | 2,9  | 5,3  | 9,6  | 13,8 | 16,6 | 17,0 | 14,0 | 10,0 | 6,3  | 3,5  | 2,3      | 5,9      | 15,8     | 10,1     | 8,5  |
| Precipitazioni (mm) | 65   | 51   | 50   | 39   | 28   | 12   | 12   | 18   | 40   | 74   | 69   | 65   | 181      | 117      | 42       | 183      | 523  |

## Società

### Evoluzione demografica
Abitanti censiti

### Tradizioni e folclore
La festa principale è quella dei santi patroni Pietro e Paolo; la festa si articola nei cinque giorni precedenti al 29 giugno. In questi giorni il comune ospita fedeli provenienti dai comuni vicini ma anche dalle numerose frazioni di Petralia. La tradizione prevede una processione che si svolge la sera con i simulacri dei santi in misura ridotta accompagnata dal suono dei tamburi. Il giorno della festa la processione avviene in modo diverso, con la partecipazione delle due confraternite religiose che portano in processione un numero di statue che può arrivare anche a 20. Durante l'estate invece il comune si popola di numerosi turisti, particolarmente numerosi il giorno di Ferragosto in cui si svolge la rievocazione di un matrimonio baronale. Questa rievocazione consiste nel riproporre il matrimonio di due nobili del luogo del Settecento.

## Cultura

### Cinema
- I mafiosi, regia di Roberto Mauri (1959)
- La fame e la sete, regia di Antonio Albanese (1999)
- Le stelle non hanno padroni, regia di Salvatore Bongiorno (2018)
- La bocca dell'anima, regia di Giuseppe Carleo (2024)

### Letteratura
- La strada giovane di Antonio Albanese (2025)

## Geografia antropica

### Frazioni
- Fasanò
- Gioiotti
- Gulini-Sabatini-Cipampini
- Madonnuzza
- Santa Caterina Lodico
- Santa Caterina Miranti
- Pellizzara
- Pianello
- Saccù
- Salaci
- Acquamara
- Raffo
- San Giovanni
- Santissima Trinità
- Scarcini
- Verdi

## Amministrazione
Di seguito è presentata una tabella relativa alle amministrazioni che si sono succedute in questo comune.
| Periodo          | Periodo          | Primo cittadino       | Partito                                 | Carica              | Note   |
| ---------------- | ---------------- | --------------------- | --------------------------------------- | ------------------- | ------ |
| 22 dicembre 1987 | 24 maggio 1990   | Giuseppe Sabatino     | Democrazia Cristiana                    | Sindaco             | [ 17 ] |
| 31 maggio 1990   | 4 giugno 1992    | Antonio Tripiano      | Partito Socialista Democratico Italiano | Sindaco             | [ 17 ] |
| 4 giugno 1992    | 24 maggio 1993   | Pietro Giovanni Puleo | Partito Democratico della Sinistra      | Sindaco             | [ 17 ] |
| 25 maggio 1993   | 13 giugno 1994   | Enzo La Placa         | Partito Socialista Italiano             | Sindaco             | [ 17 ] |
| 13 giugno 1994   | 25 maggio 1998   | Mario Messineo        | lista civica                            | Sindaco             | [ 17 ] |
| 8 luglio 1996    | 6 dicembre 1997  | Grazia Bellia         |                                         | Comm. straordinario | [ 17 ] |
| 25 maggio 1998   | 1º dicembre 2000 | Vittorio Di Martino   | lista civica                            | Sindaco             | [ 17 ] |
| 26 novembre 2001 | 15 maggio 2007   | Pietro Giovanni Puleo | lista civica                            | Sindaco             | [ 17 ] |
| 15 maggio 2007   | 8 maggio 2012    | Antonino Miranti      | Unione di Centro                        | Sindaco             | [ 17 ] |
| 8 maggio 2012    | 11 giugno 2017   | Pietro Macaluso       | lista civica                            | Sindaco             | [ 17 ] |
| 11 giugno 2017   | 13 giugno 2022   | Pietro Macaluso       | lista civica                            | Sindaco             | [ 17 ] |
| 13 giugno 2022   | in carica        | Pietro Macaluso       | lista civica                            | Sindaco             | [ 17 ] |

## Infrastrutture e trasporti
Il comune è interessato dalle seguenti direttrici stradali:
- .dell'Etna e delle Madonie

## Galleria d'immagini

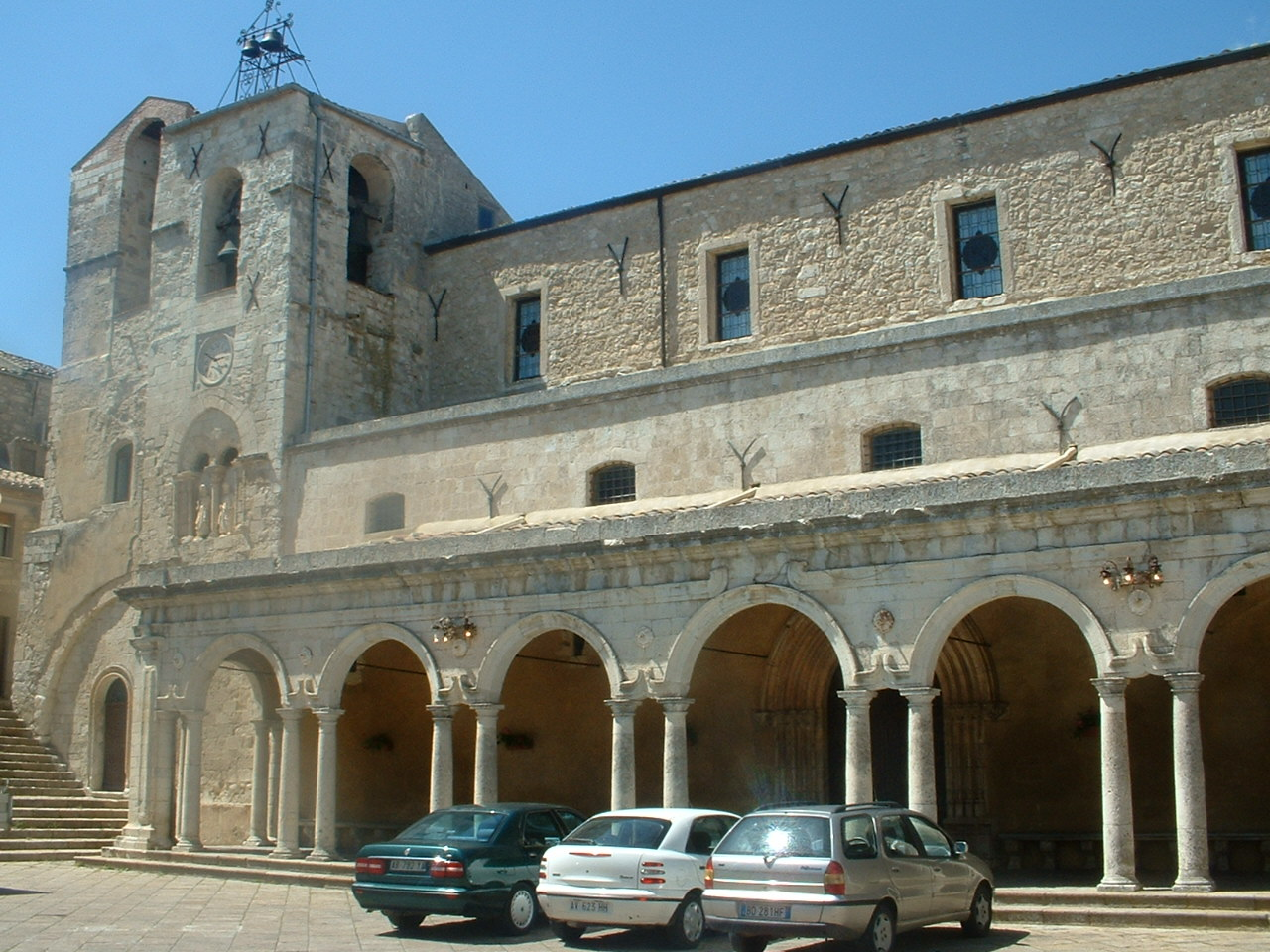
Chiesa madre SS Pietro e Paolo
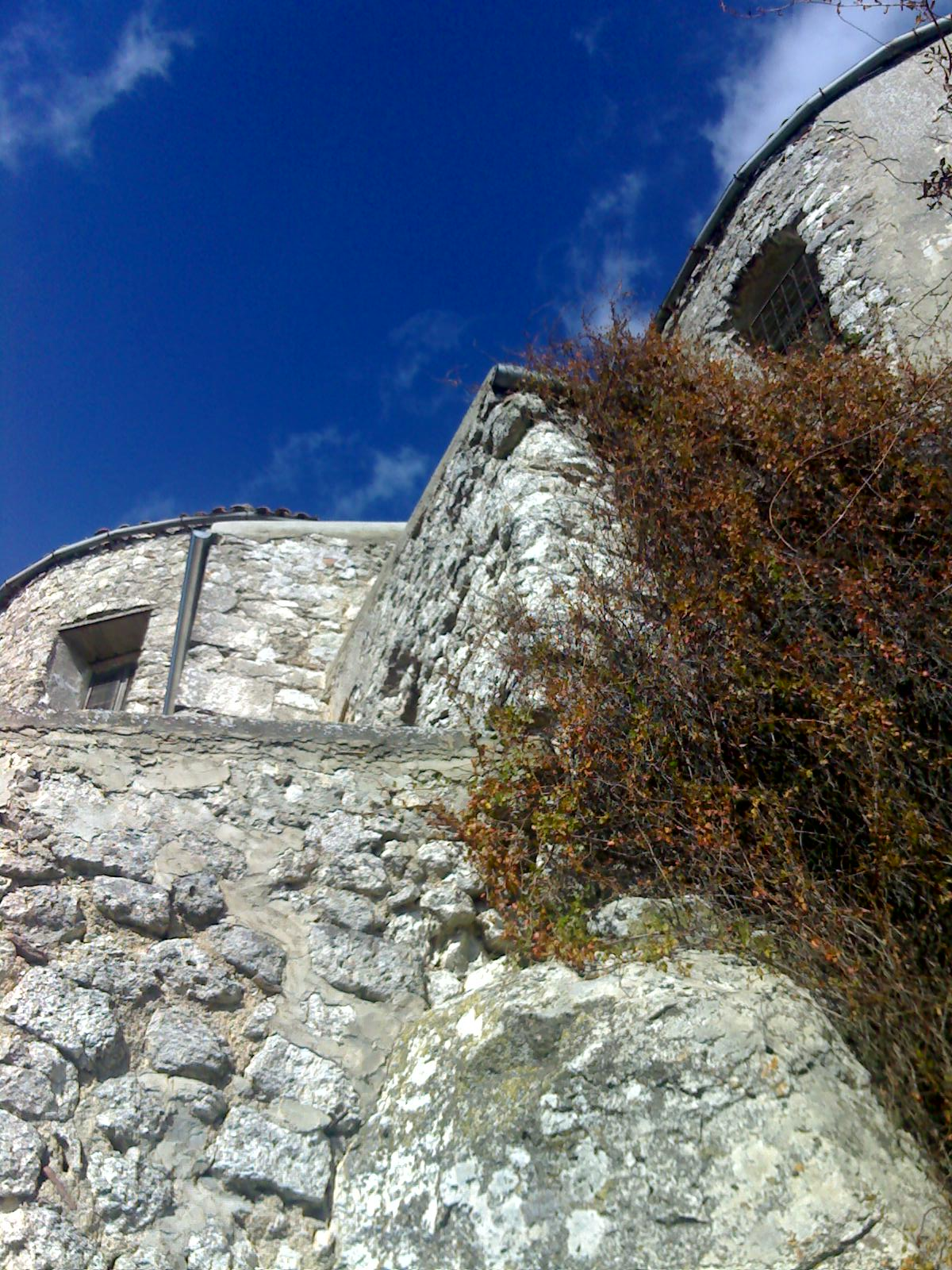
Chiesa della Madonna di Loreto
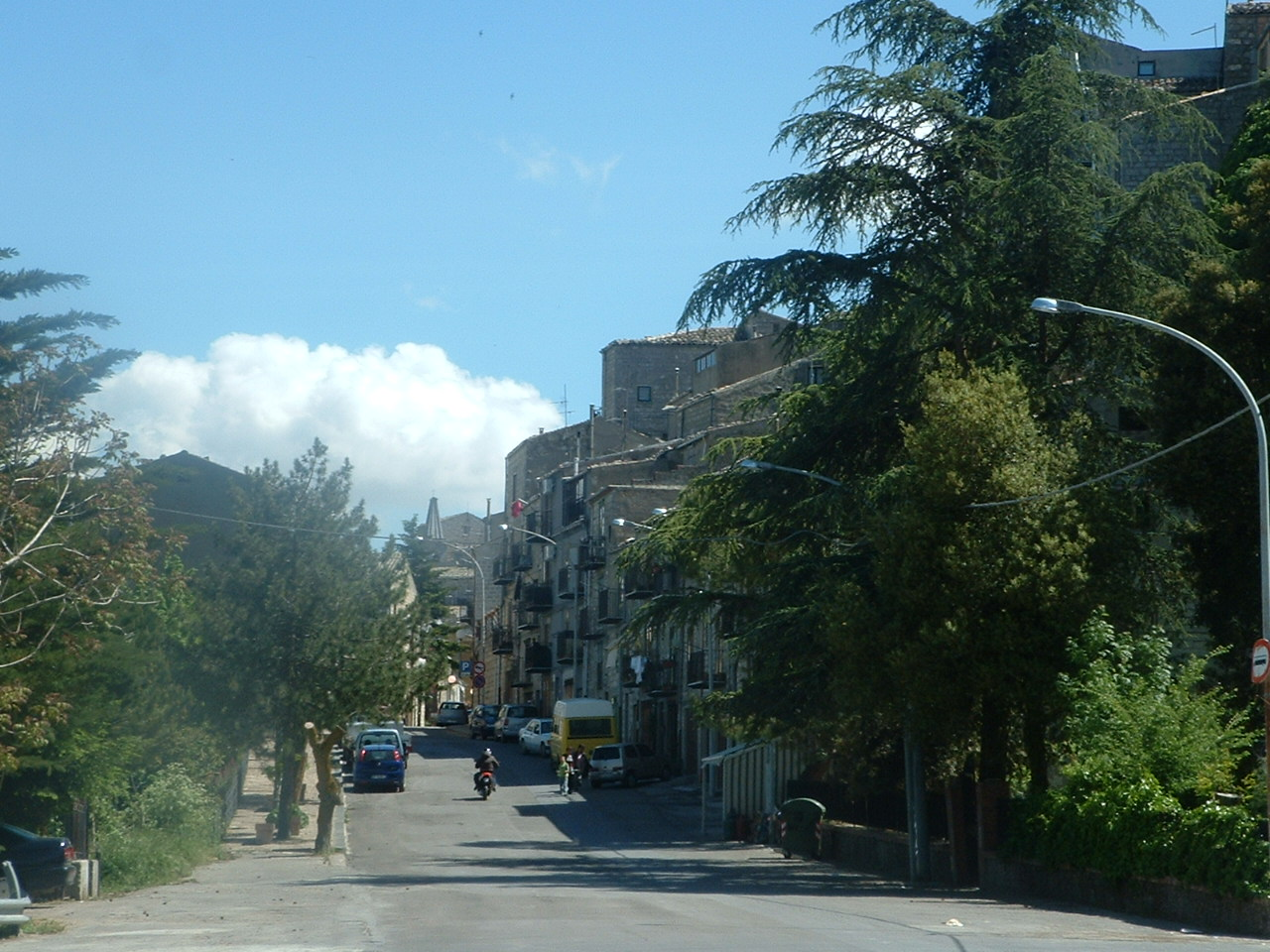
Scorcio
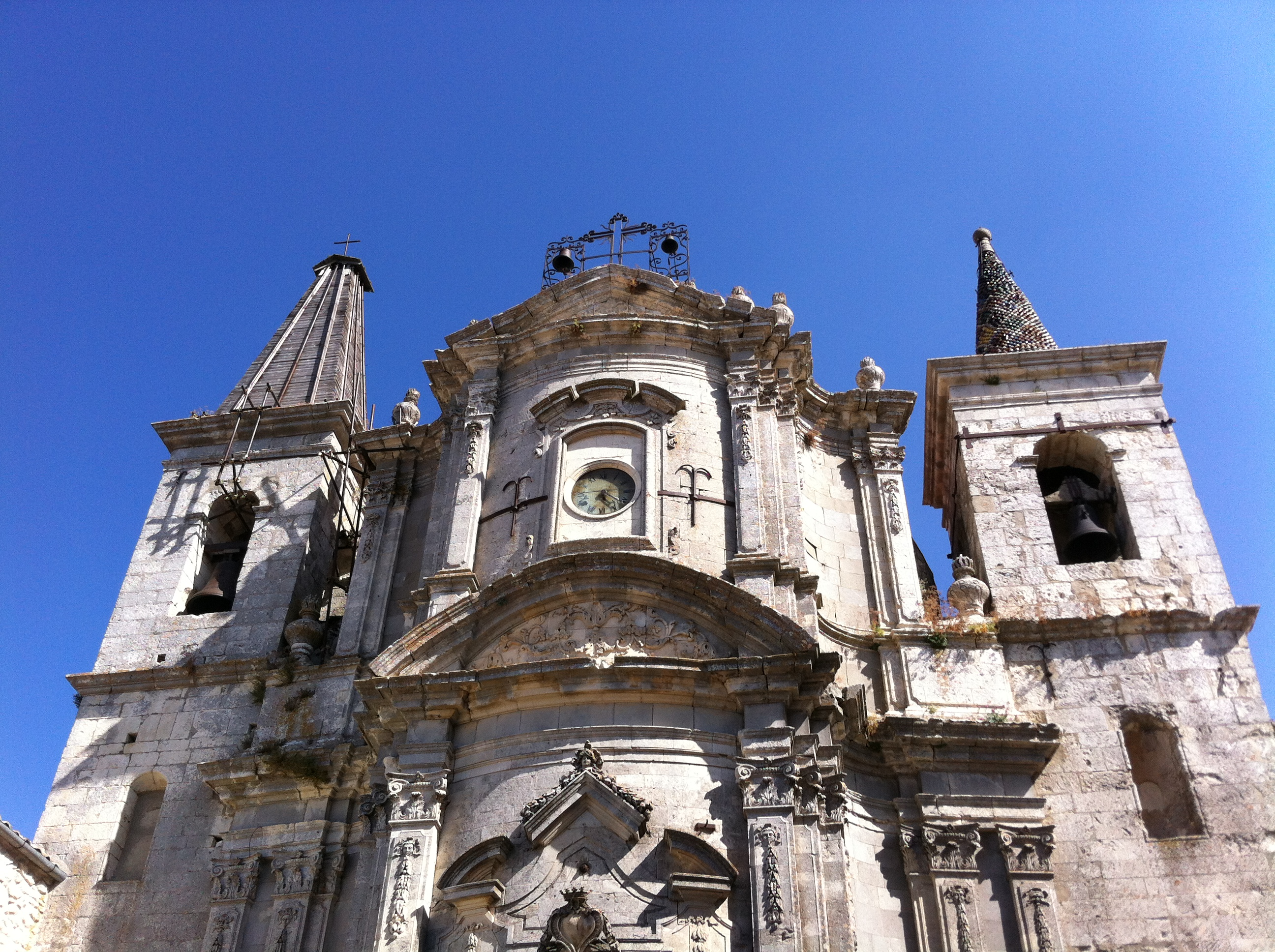
Chiesa della Madonna di Loreto - facciata
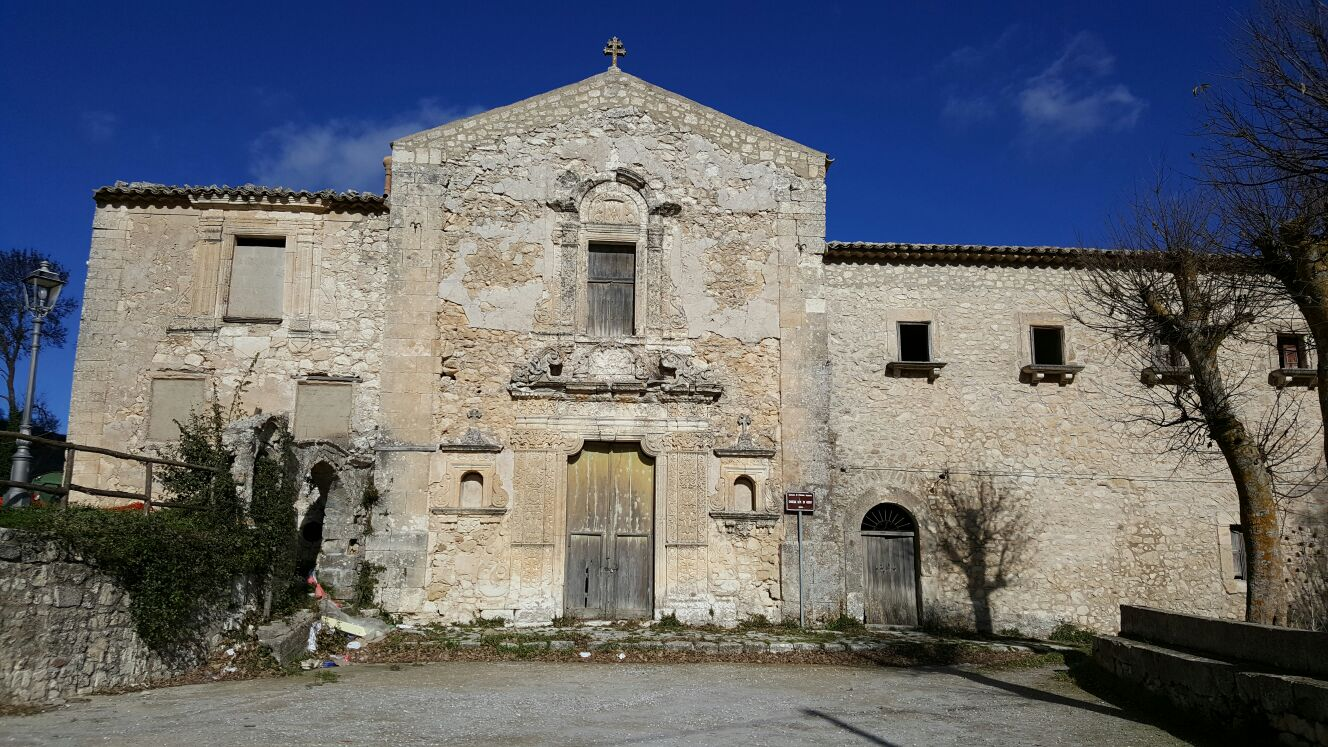
Chiesa di Santa Maria di Gesù e convento dei padri minori riformati
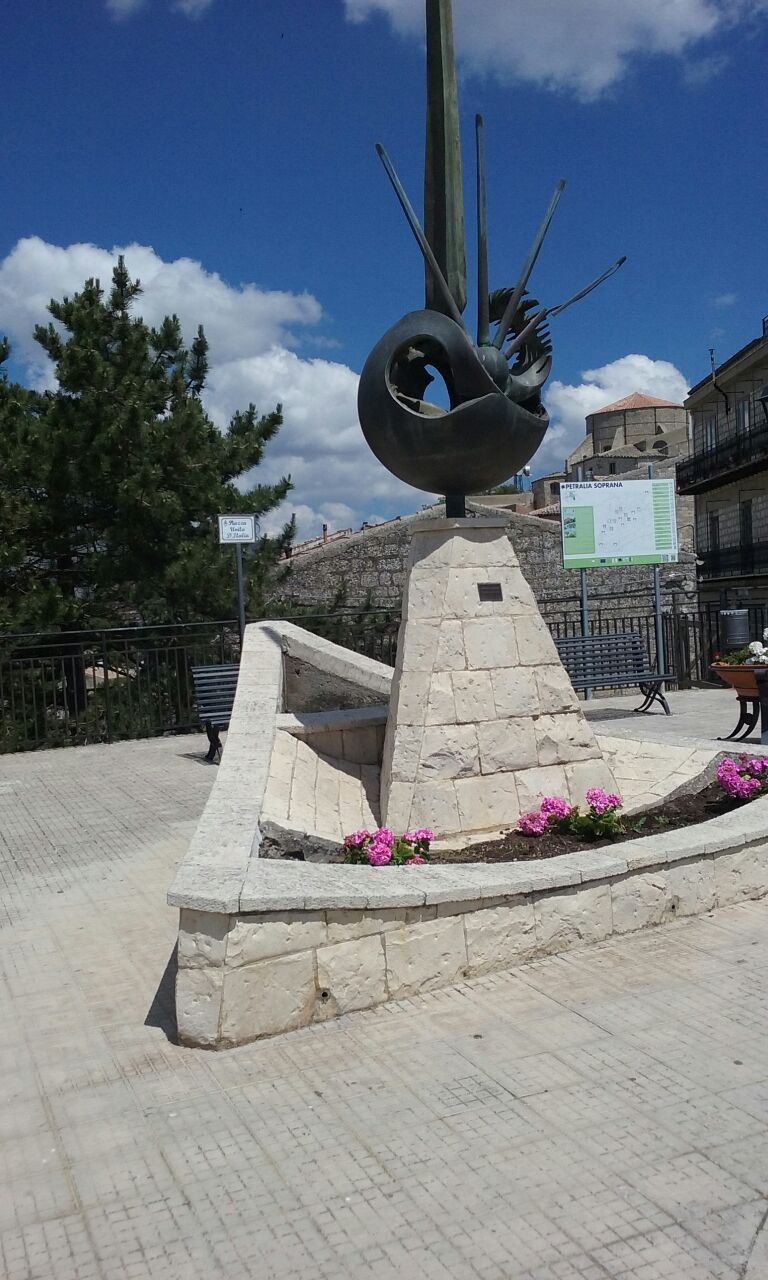
La Cometa - Belvedere del Carmine